# 468
468 (CDLXVIII) var ett skottår som började en måndag i den julianska kalendern.

## Händelser

### Mars
- 3 mars – Sedan Hilarius har avlidit en halv vecka tidigare väljs Simplicius till påve.[1]

### Okänt datum
- Leo I:s flotta blir övermannad av vandalernas.
- Hunnerna invaderar återigen Dakien, men slås återigen tillbaka av Leo I.

## Avlidna
- 29 februari – Hilarius, påve sedan 461.